# 遙控伺服

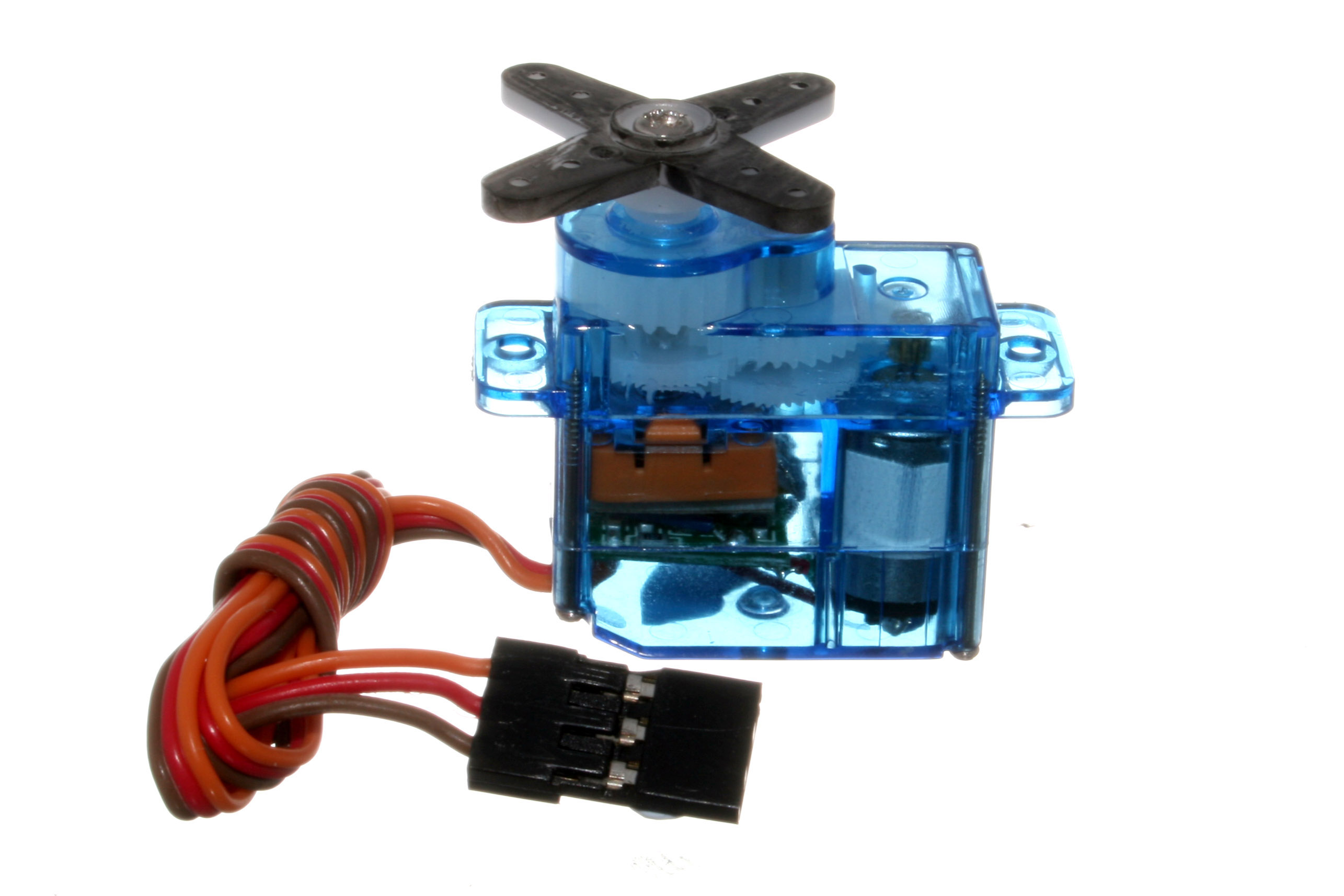
小型的遙控旋轉伺服

RC Servo或稱為遙控伺服或RC伺服，是小型低價，大量生產的伺服馬達或是致動器，用在遙控模型（radio control）裝置或是小型的機器人上。
大部份的RC Servo是旋轉致動器，不過也有其他的種類。有時也會用線性致動器，不過更常見的是用旋轉致動器配合雙搖臂或是推杆。有些用在遙控船的RC Servo，可以持續旋轉。

## 結構

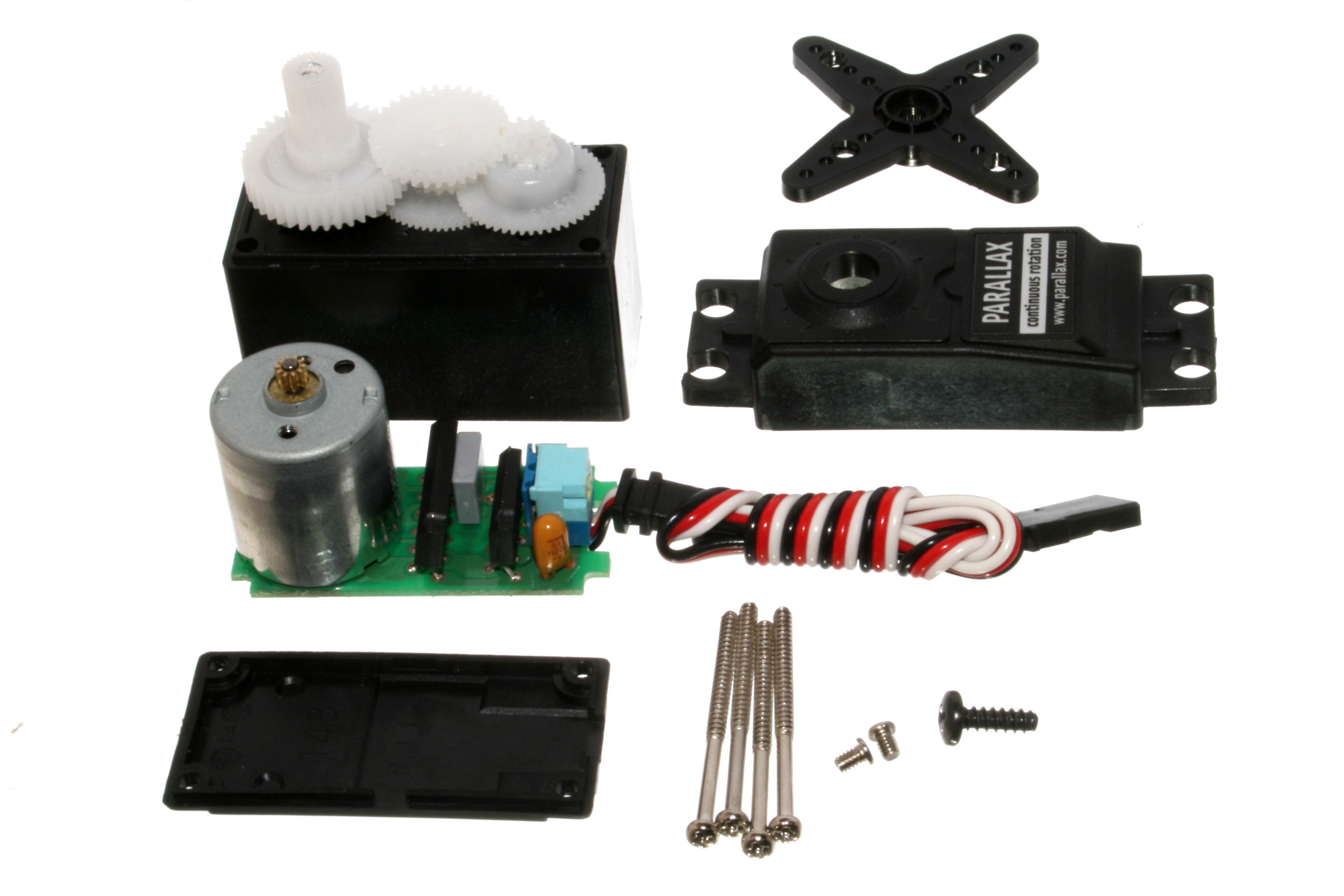

典型的伺服包括小的馬達，驅動減速齒輪組。輸出軸會連接電位器。有些會用電路提供閉迴路的伺服機構。

## 運作
輸出的位置用電位器加以量測，並且持續的和控制端提供的位置命令（遙控命令）比較。兩者的差形成誤差信號，再配合其正負號，會使馬達正轉或是反轉，使輸出軸移動到命令指定的位置。若伺服機構到達指定位置，誤差信號減小，最後變成零，伺服機構也就會暫停運動。
若伺服機構的位置偏離了命令的位置（可能是因為命令改變，或是伺服機構受到外力，偏離了原位置），又會產生誤差信號，使伺服機構回到命令的位置。
幾乎所有現代的伺服都是「比例式伺服」，其命令位置可以在活動範圍中的任意位置。早期的伺服，以及一種稱為擒縱器的早期設備，只能在幾個位置之間轉動。

## 接線方式
遙控伺服的接線一般是用標準的三線式接線，二線是直流電源，一線是脈衝寬度調變（PWM）的控制信號。每個伺服有獨立的接線，以及由無線電控制接收器產生的PWM控制信號。信號可以由簡單的電路產生，或是由单片机（像Arduino）產生。由於其控制信號簡單，以及其價格值，已廣為應用在机器人学及實體計算上。
遙控伺服的連接器是3 pin 0.1英寸的母座，配合標準0.025英寸的方形金屬插梢。最常見的順序是信號、正電壓、地。標準的電壓是4.8V DC，不過也有些遙控伺服是用6V及12V的電壓。控制信號是數位的PWM信號，其信號框頻率50Hz。每一個信號框為20ms，高準位的數位方波來控制位置。方波高準位的時間一般會在1.0 ms至2.0 ms之間，而其信號範圍中心點為1.5 ms。超過上述範圍的方波可以用在超程（overtravel）應用，將遙控伺服移動到正常範圍以外的位置。
PWM訊號一般可分為二種。每一種都會定義數值，讓遙控伺服判斷是否已到其預期位置。第一種是絕對型，由高準位的寬度決定其數值，之後會有一段長度不限的低準位信號。第二種是相對型，由高準位信號相對於低準位信號的比例來決定其數值。絕對型的PWM可以用多路复用的方式，利用簡單的電路，將八個遙控伺服的信號用一個通訊通道來傳輸，是許多現在遙控伺服的基礎。相對型的是比較傳統的PWM用法，之後會接一個低通濾波器，將PWM訊號轉換為類比電壓。這二種的遙控伺服都會依方波的寬度而有動作，因此都是PWM。不過，第一種的遙控伺服比較容易受到方波順序的影響。
遙控伺服是由三條線所控制的，分別是電源線、地線以及控制線。遙控伺服會依控制線上的脈波來運動，設定其致動器臂的角度。遙控伺服一般會在每20ms接收到一個脈波，可以知道有關其角度的正確資訊，伺服脈波的波寬表示其伺服運動的角度。
伺服脈波波寬1.5ms會讓遙控伺服維持在其「中間」位置，對於90°伺服而言，波寬1ms表示0°位置，而波寬2ms表示90°位置。伺服硬體的物體限制及時序會依廠牌及型號而不同，不過一般的伺服可運動範圍寬度會是90°或180°，而其「中間」位置（45°或90°）會對應1.5 ms。這是業餘愛好者類比遙控伺服的「標準脈波伺服模式」。
業餘愛好者的數位遙控伺服也可以用相同的方式控制。。有些數位遙控伺服可以設定為其他模式，讓控制器可以讀取實際位置。有些數位遙控伺服器還可以設定為其他程式化的模型，若由數位遙控接收器控制時，可以有PID控制器的特性。。
遙控伺服多半是由遙控的接收器供電，其電源一般會是電池組，或是電子變速器（ESC），可能有整合去電池電路（BEC），或是有獨立的去電池電路。常用的電池組可能是鎳鎘電池（NiCd）、鎳氫電池（NiMH）或是鋰離子電池（LiPo）。遙控伺服的電壓各有不同，不過大部份的接收器是用5V或是6V的電源

## 機械規格
業餘遙控伺服的製造商及經鎖商會用特別的縮寫來標示其伺服的機械特性。一般會列出二個值：伺服軸的旋轉角速度，以及軸可以產生的力矩。速度是以伺服讓軸旋轉60度需要的時間來表示。力矩則是在軸上裝了特定半徑的滑輪後，可以承載的重量來表示。
例如，若伺服的規格為「0.2 s / 2 kg」，意思是伺服可以在0.2秒旋轉60度，而且配合半徑１公分的滑輪，可以承載2公斤的重量。
因此，此伺服的角速度為(2π / 6) / 0.2 s = 5.2 rad/s，在半徑１公分的滑輪，可以施力為２公斤= 19.6牛頓，因此其力矩為19.6 N × 0.01 m = 0.196 N m。
上述的標示方式不是國際標準制，也不是英制，不過相當常用。在業餘遙控伺服的領域中，60度的旋轉角，半徑1公分的滑輪以及用公斤重表示的重量都已是常用的標示方式。

## 連續旋轉伺服
連續旋轉的伺服裝置可以360度旋轉，沒有運作角度的限制，配合伺服控制輸入訊號時，可以當成馬達及齒輪組來使用。這類伺服的輸入信號為轉向及轉速，而典型的1.5 ms中心值則是停止。較小的數值會使伺服順時針旋轉，較大的數值會使伺服逆時針旋轉。

## 外部連結
- Hobby Servo Basics （页面存档备份，存于）